# 片倉衷
片倉 衷（かたくら ただし、1898年（明治31年）5月18日 - 1991年（平成3年）7月23日）は、日本の陸軍軍人、実業家。最終階級は陸軍少将。戦後は大平商事会長。

## 経歴
仙台に片倉小太郎陸軍大佐の次男として生まれる。熊本中学校、熊本陸軍地方幼年学校、陸軍中央幼年学校を経て1917年（大正6年）12月に陸軍士官学校（第31期）に入校。1919年（大正8年）5月、同校を卒業し士官候補生、同年12月に陸軍歩兵少尉に任官され、歩兵第27連隊附を命ぜられる。
1922年（大正11年）12月に歩兵中尉に進級し陸軍大学校（第40期）に入校、1928年（昭和3年）12月、同校を卒業した。1929年（昭和4年）3月に歩兵大尉に進級し、歩兵第27連隊中隊長に補される。
1930年（昭和5年）8月、関東軍参謀部付に移り、翌年10月から関東軍参謀に進んだ。1931年（昭和6年）9月に関東軍高級参謀板垣征四郎大佐、作戦主任石原莞爾中佐らの計画による柳条湖事件により満洲事変が発生した。片倉ら若手の参謀はこの陰謀を事前に知らされていなかったが、石原の主張する満蒙問題解決案に強い影響を受け、満洲国を策源地として日本の革新を迫る「満洲派」と呼ばれる一派を形成するようになった。1932年（昭和7年）9月8日に前関東軍司令官の本庄繁中将、板垣、石原らとともに宮中で昭和天皇に拝謁し昼食会に臨席した。懇談会において天皇は本庄に「満洲事変は、一部の者の謀略との噂もあるがどうか」と質問し、本庄は「一部軍人、民間人によって謀略が企てられたとのいうことは、私も後で聞き及びましたが、関東軍並びに本職としては当時断じて謀略はやっておりません」と答えている。
1932年（昭和7年）8月、久留米の第12師団参謀へ配転される。この時期、第12師団は五・一五事件による軍のファッショを批判する福岡日日新聞に対して嫌がらせを繰り返し、片倉も脅迫状を新聞社へ送っている。新聞社を爆撃するとした噂もでたが、主筆の菊竹六鼓は「田舎新聞をつぶす？いいでしょう。用意はできとる。いつでも来なさい」と内心の恐怖と戦いながら対決の姿勢を崩さなかった。
1933年（昭和8年）8月から参謀本部第二部第4課第4班に務める。陸軍省および参謀本部の幕僚の座長となって「政治的非常事変勃発に処する対策要綱」という文書を作成した。これは、軍人による政治的非常事態が起きた際の対処をまとめたもので、二・二六事件における対応策にも利用された。この文書の目的は、皇道派などによるクーデターの鎮圧を利用して、軍主導の強力な政治体制を確立することにあったと、後に片倉は証言している。
1934年（昭和9年）8月、歩兵少佐に進級し同年12月から陸軍兵器本廠附兼軍務局付で対満事務局に配属（事務官）される。1934年（昭和9年）11月20日の陸軍士官学校事件では陸軍士官学校中隊長の辻政信らと共に、皇道派に属する陸大の村中孝次大尉、磯部浅一一等主計、片岡太郎中尉らの逮捕に関与した。この事件は辻の陰謀であるとの説が有力視されているが、片倉の関与については辻に加担したとも、また永田鉄山軍務局長の指示によるともされている。片倉本人は後に共同謀議・永田指示説を否定している。村中と磯部はでっち上げであるとして、辻と片倉を誣告罪で告訴している。
1935年（昭和10年）8月12日の相沢事件が発生した際には、片倉は軍務局長室の隣で執務しており、「大変だ」「局長がやられた」という声を聞いてすぐに局長室に向かい、刀が肺を貫いていた永田を目撃している。片倉は永田に馬乗りになり、40分間ほど人工呼吸を行ったが、永田はついに生き返らなかった。当時、国内情勢担当であった片倉は事件発生の責任を痛感し、一時進退伺いを立てている。
1936年（昭和11年）2月26日、二・二六事件が発生した際には、何となく胸騒ぎを覚えていた片倉は早起きをして中野駅に向かっていたが、その途中に警察官から「今朝早く事件があって、首相官邸も陸相官邸もやられましたよ」と教えられて事件の発生を知った。自宅に拳銃を取りに戻ろうかと考えたが、「どうせムダだ。万一の際は将校マントの下にさした軍刀でなんとかなるだろう」と判断し、タクシーを拾って赤坂見附で降り、歩哨線を押し通って陸相官邸に入っている。片倉は名刺を出して川島義之陸相への面会を要求し、玄関で待っていたところ、勲一等の勲章を胸にぶら下げた真崎甚三郎大将と遭遇し、「やっぱりこの男が中心になってやっているんだな」と直感したという。そこへ石原莞爾大佐もやってきたため、片倉は「石原も反乱軍になったか。けしからん」と思っている最中、「今から陸軍大臣が宮中に参内する」と誰かが話しているのを耳にし、「反乱軍に脅かされて宮中へ行くのか、困ったぞ」と考えていた時に、磯部浅一に左頭部をピストルで銃撃された。ピストルを捨て、さらに軍刀を抜いて構えている磯部に対して片倉は、血のしたたるコメカミを押さえながら、「刀を収めろ。陛下の命令なくして軍隊を動かすとは何事か」と怒鳴ると、真崎が「お互いに血を流すことはやめよう」と割って入っている。もし、磯部が止めを刺しに切りかかってきた際には、片倉は軍刀を抜いて真崎に突進する覚悟であったが、真崎の一言で殺意を失った磯部は動かなかったという。同僚や山崎正男大尉に支えられた片倉は、「やるなら天皇陛下の命令でやれ」と叫びつつ、近くに停車していた陸相の乗用車に乗せられて前田病院に運ばれて、弾丸の抜き取り手術を受けて一命を取りとめた。なお、片倉が陸相の乗用車を使ったのは、それによって川島陸相の参内を少しでも遅らせるつもりだったとされ、作家の秦郁彦は「撃たれても片倉の精神力は反乱軍を圧倒したと言える」と評している。
1936年（昭和11年）8月、陸軍省軍務局軍務課員に転属し、1937年（昭和12年）3月から関東軍参謀に任ぜられる。
- 1938年（昭和13年）3月、歩兵中佐に進級し、同年12月1日、関東軍第4課長に進む。
- 1939年（昭和14年）8月1日、歩兵第53連隊長に就任し、翌年の3月9日に歩兵大佐へ進級する。
- 1940年（昭和15年）8月30日、参謀本部付に転じ、同年12月4日から陸軍歩兵学校研究部主事を務める。
- 1941年（昭和16年）7月17日、関東防衛軍参謀に就く。
- 1942年（昭和17年）9月18日、第15軍参謀
- 1943年（昭和18年）3月18日、緬甸方面軍作戦課長に就任する。

ビルマ方面軍作戦課長時代、第15軍司令官牟田口廉也の強い意向でウ号作戦が計画された。片倉は、稲田正純南方軍総参謀副長などと共に敵が攻勢を企図していた場合に逆進攻をかけることによって攻勢防御を実施する考え方自体には反対していなかったが、牟田口のやり方は危険が多いと判断し、反対の立場であった。1943年（昭和18年）9月11、12日にシンガポールにおいて南方軍主催の各軍参謀長会同が開催された際、隷下の第15軍から提出されたウ号作戦案が牟田口の案と同様の内容であった際には「再三の南方軍・ビルマ方面軍の勧告にもかかわらず作戦案を修正しようとしない15軍の態度は命令違反だ」と強い批判を行っている。しかし、片倉のような批判の声は牟田口への遠慮から原案の放棄に繋がることは無かった。しかし毎日新聞によれば片倉は最後まで反対だったと言う。結局1944年（昭和19年）3月に作戦は実行され、7月に中止された。作戦中はもとより作戦後に渡って第15軍は壊滅的な損害を蒙った。
- 1944年（昭和19年）3月1日、陸軍少将に進級する。
- 1944年（昭和19年）4月8日、第33軍参謀長に進む。
- 1944年（昭和19年）6月15日、陸軍航空総監部付
- 1944年（昭和19年）12月26日、下志津教導飛行師団長に就任する。
- 1945年（昭和20年）4月30日、第202師団長に就任する。
- 1945年（昭和20年）8月15日、高崎で終戦を迎える。
- 1945年（昭和20年）12月、復員する。
- 1947年（昭和22年）11月28日、公職追放仮指定を受けた[10]。

戦後は大平商事会長のほか、1958年（昭和33年）1月23日にはスバス・チャンドラ・ボース・アカデミー設立に関る。1978年（昭和53年）から同アカデミー会長に就任。戦後は旧満洲国の関係者で構成される国際善隣協会理事長などを歴任し、戦中の体験からビルマの戦いで命を落とした日本陸軍兵士の遺骨収集に積極的であった。1979年（昭和54年）に中田整一とのインタビューに応じて以降、「政治的非常事変勃発に処する対策要綱」の詳細や二・二六事件の体験などを告白し、著作も残した。
1991年（平成3年）7月23日、急性心不全のため東京都目黒区の病院で死去。葬儀は祐天寺で行われた。

## 栄典
外国勲章佩用允許
- 1941年（昭和16年）12月9日 - 満洲帝国：建国神廟創建記念章[12]

## 親族
- 弟 片倉恕（陸軍少佐）
- 義父 南正吾（陸軍大佐） - 南次郎（陸軍大将）の兄。
- 義弟 美山要蔵（陸軍大佐）

## 著作
- 古海忠之と共著『挫折した理想国 - 満州国興亡の真相 - 』現代ブック社、1967年（昭和42年）
- 『戦陣随録』経済往来社、1972年（昭和47年）
- 『インパール作戦秘史 陸軍崩壊の内側』経済往来社、1975年（昭和50年）
- 『回想の満洲国』経済往来社、1978年（昭和53年）
- 『片倉参謀の証言 叛乱と鎮圧』芙蓉書房、1981年（昭和56年）。ISBN 4-8295-0016-6